# Valse-scherzo

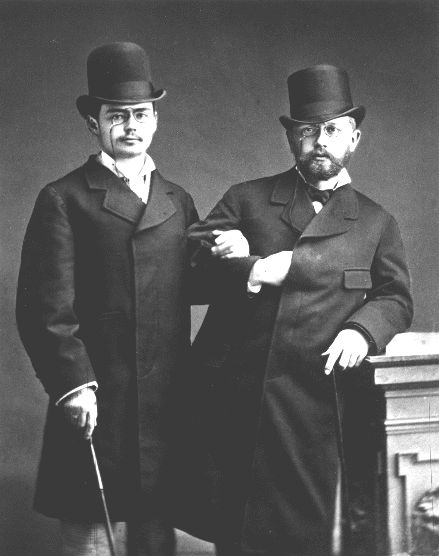
Iossif Kotek et Tchaïkovsky.

Le Valse-scherzo en ut majeur, op. 34, est une œuvre pour violon et orchestre composée par Piotr Ilitch Tchaïkovski en 1877 et jouée pour la première fois le 20 septembre 1878 à Paris sous la direction de Nikolaï Rubinstein, avec Stanislaw Barcewicz au violon. L'exécution de l'œuvre dure approximativement 8 minutes. Elle est dédiée à Iossif Kotek (1855-1885).